# Psycho-Pass (film)
Psycho-Pass (jap. 劇場版 サイコパス Gekijō-ban Saiko Pasu) – japoński film animowany, powstały na bazie anime Psycho-Pass, wyprodukowany przez studio Production I.G. Reżyserią zajęli się Katsuyuki Motohiro i Naoyoshi Shiotani, natomiast scenariusz napisali Gen Urobuchi i Makoto Fukami. Film miał premierę 9 stycznia 2015 roku w ponad stu japońskich teatrach. 15 lipca 2015 roku ukazał się na Blu-ray i DVD.

## Opis fabuły
W niedalekiej przyszłości, dystopijnego świata, ludzie są kontrolowani przez System Sybilla, który potrafi mierzyć poziom stresu i potencjał popełniania przestępstw (Psycho-Pass). Główna bohaterka, Akane Tsunemori zostaje dowódczynią swojej grupy, gdy inspektor Ginoza zostaje zdegradowany do egzekutora. Dostają oni zadanie zajęcia się grupą terrorystyczną infiltrującą Japonię. W tym celu inspektor Tsunemori wyjeżdża do południowo-wschodniej Azji. Przebywając tam, spotyka swojego dawnego współpracownika – Shinyę Kogamiego.

## Obsada
Lista dubbingowanych postaci:
- Kana Hanazawa – Akane Tsunemori
- Tomokazu Seki – Shinya Kogami
- Kenji Nojima – Nobuchika Ginoza
- Ayane Sakura – Mika Shimotsuki
- Shizuka Itō – Yayoi Kunizuka
- Akira Ishida – Shusei Kagari
- Takahiro Sakurai – Sho Hinakawa
- Miyuki Sawashiro – Shion Karanomori
- iroki Tōchi – Teppei Sugo
- Kazuhiro Yamaji – Joji Saiga
- Noriko Hidaka – Dominator
- Hiroshi Kamyiya – Nicholas Wong

## Odbiór
W 2015 roku Psycho-Pass zwyciężył w kategorii „najlepszy film” miesięcznika Newtype. Ponadto był nominowany do Seiun Award. Redakcja polskojęzycznego serwisu tanuki.pl wystawiła filmowi notę 7/10.